# Antandro de Siracusa
Antandro (en griego: Ἄντανδρος o Andro como lo llama el historiador Orosio) fue un siracusano de los siglos siglo IV a y III a. C. Era el hermano mayor de Agatocles, tirano de Siracusa, y fue comandante de las tropas enviadas por los siracusanos para socorrer a Crotona cuando fue asediada por los brucios en 317 a. C.

## Asedio de Siracusa
A finales del siglo IV a. C., Sicilia fue invadida por Cartago y la propia Siracusa fue sitiada por los cartagineses. En 310 a. C., Agatocles urdió un audaz plan para salir de Sicilia con una fuerza considerable para invadir la  Libia, para expulsar a los cartagineses de Sicilia, dejando a Antandro junto con Erimnón al mando de Siracusa. Durante la ausencia de Agatocles en África, los cartagineses al mando de Amílcar II prosiguieron su asedio.
Algunas fuentes antiguas cuentan que Antandro quería rendirse a Amílcar tras recibir la noticia de que la flota de Agatocles había sido incendiada y que Erimnón le convenció de que no lo hiciera. Estudios más recientes indican que Amílcar intentó una treta para convencer a Antandro de que el ejército de su hermano había sido destruido mostrándole los restos carbonizados de los barcos de su hermano, mientras que en realidad, Agatocles había quemado sus propios barcos como táctica para pasar a un asalto por tierra. En la asamblea siracusana estalló un debate en el que un hombre llamado Diogneto (o Faleno), propuso rendirse a los cartagineses, y Antandro hizo arrestar al hombre para evitar la propagación de la idea entre los sitiados siracusanos. En cualquier caso, Siracusa sobrevivió al asedio. 

## Ejecuciones
Antandro es mencionado posteriormente como el instrumento de la crueldad de su hermano: en 307, Agatocles ordenó a Antandro que ejecutara a las familias de todos los soldados siracusanos rebeldes que permanecían en África (a los que Agatocles culpaba de la muerte de sus hijos), y se dice que Antandro cumplió esta orden sin piedad, masacrando a hombres, mujeres, niños y ancianos. Aún más horrible para la mentalidad antigua,  fue que las fuerzas de Antandro amontonaran estos cuerpos en la playa para que se los llevaran las olas, negándoles los ritos funerarios.
Durante la ausencia de Agatocles de Siracusa, se emitieron tetradracmas de plata (antes solo con el nombre de Agatocles) con el monograma de Antandro. Antandro fue también autor de una obra histórica —una apología biografía de su hermano Agatocles-—que es citada por el historiador antiguo Diodoro Sículo.

No se sabe cuánto tiempo vivió Antandro, solo que sobrevivió a su hermano Agatocles, que murió en 289 a. C.